# Рузький міський округ
Рузький район — адміністративно-територіальна одиниця муніципальне утворення на заході Московської області  Росії.
Адміністративний центр — місто Руза, розташоване на березі р. Руза на південному сході Смоленско-Московської височини pf 24 км на північний захід від залізничної станції Дорохово. При цьому найбільшим населеним пунктом району є селище міського типу Тучково, а не місто Руза.

## Економіка
Провідними галузями промисловості є: АПК, будівництво та видобуток корисних копалин, переробна.